# Tiempo al tiempo
Tiempo al tiempo es un álbum de estudio de Manolo Escobar, grabado en 1994. Es el último disco de oro que obtuvo en su carrera profesional, dónde se encuentra canciones como Adiós, Amigo, Andaluces de Jaén, Ay, mi niña, Caballo viejo, Dame tu canasto, La pobre luna, Llave y cerrojo, No me mires, Pájaro ciego, Sólo te pido.

## Pistas
| Tiempo al tiempo |                     |          |  |
| N.º              | Título              | Duración |  |
| 1.               | «Adiós»             | 3.14     |  |
| 2.               | «Amigo»             | 4.33     |  |
| 3.               | «Andaluces de Jaén» | 3.33     |  |
| 4.               | «Ay, mi niña»       | 2.58     |  |
| 5.               | «Caballo viejo»     | 3.46     |  |
| 6.               | «Dame tu canasto»   | 4.11     |  |
| 7.               | «La pobre luna»     | 2.49     |  |
| 8.               | «Llave y cerrojo»   | 3.53     |  |
| 9.               | «No me mires»       | 3.32     |  |
| 10.              | «Pájaro ciego»      | 3.51     |  |
| 11.              | «Sólo te pido»      | 3.50     |  |
| 37.30            |                     |          |  |